# ۱۷۸۰ (میلادی)
۱۷۸۰ (میلادی) هزارو هفتصد و هشتادمین سال تقویم میلادی است.

## رویدادها
- شارل مسیه کهکشان مسیه ۶۵ را کشف نمود.
- پیر مشن سحابی مسیه ۷۸ را کشف نمود.
- کالج هاروارد به دانشگاه هاروارد تغییر نام‌یافت.

## زادگان
- ۲۹ اوت – ژان اگوست دومینیک انگر، هنرمند، نقاش، و سیاست‌مدار فرانسوی (د. ۱۸۶۷)
- ۲۶ دسامبر – ماری سومروایل، ستاره‌شناس، ریاضی‌دان، زبان‌شناس، و مترجم بریتانیایی (د. ۱۸۷۲)

## درگذشتگان
- ماریا ترزا آرک‌دوشس اتریش و شهبانوی مجارستان، کرواسی و بوهم درگذشت.
- ۳ اوت – اتین بونو دو کندیاک، اقتصاددان و فیلسوف فرانسوی (ز. ۱۷۱۵)